# 市原朋彦
市原 朋彦（いちはら ともひこ、1985年3月27日 - ）は、日本の俳優。徳島県徳島市出身。身長172cm。体重59kg。血液型A型。
特技はフェンシング（全国大会出場）、弓道、サッカー。トップコートArtist★Artist出身。その後タンバリンアーティスツに所属し2019年に退所。現在は株式会社TRUSTARに所属している。

## 出演

### 映画
- ラストゲーム　最後の早慶戦（シネカノン、監督：神山征二郎、2008年8月23日公開）
- ひゃくはち（シネマカフェフィルムズ、監督：森義隆、2008年8月9日公開） - 藤田 役
- デトロイト・メタル・シティ（東宝、監督：李闘士男、2008年8月23日公開） - 軽音楽サークル部員 役
- ドロップ（角川映画、監督：品川ヒロシ、2009年3月20日公開）
- トイレの花子さん新章 〜花子VSヨースケ〜（チャンスイン、監督：鳥居康剛、2016年7月2日公開） - タケル 役
- オレたち！オーバーオール！！（監督：清本章太、2017年5月公開） - 主演：國谷一勢 役
- 「超」怖い話2 第参話「撮影」（ブラウニー、監督：千葉誠治、2017年8月19日公開） - マネージャー 役
- 劇場版ほんとうにあった怖い話2019（NSW、監督：鳥居康剛、2019年11月16日公開） - 主演：田岡守 役
- おまえの罪を自白しろ（松竹、原作：真保裕一、監督：水田伸生、2023年10月20日公開） - 刑事 役
- ある閉ざされた雪の山荘で（ハピネットファントム・スタジオ、原作：東野圭吾、監督：飯塚健、2024年1月12日公開） - 麻倉雅美のオーディション相手 役
- 陰陽師0（ワーナー・ブラザース、原作：夢枕獏、監督：佐藤嗣麻子、2024年4月19日公開）
- 恋愛終婚（アストロサンドウィッチ・ピクチャーズ、監督：岡元雄作、2024年10月18日公開） - 東村瑛太 役[1][2]
- 結婚の報告（Team結婚の報告、監督：阪本武仁、2025年5月31日公開） - 槇島 役[3]

### テレビドラマ
- 危険なアネキ（フジテレビ、2005年9月）
- スーパー戦隊シリーズ
  - 炎神戦隊ゴーオンジャー 第21話（テレビ朝日、2008年7月） - 警備員 役
- 月曜ゴールデン「警視庁心理捜査官・明日香」（TBS、2010年）
- 土曜ワイド劇場（テレビ朝日）
  - 「100の資格を持つ女〜ふたりのバツイチ殺人捜査〜」（2010年3月） - 尾形順一 役
  - 「棘の街」（テレビ朝日、2011年6月） - 小野里の若衆 役
  - 非公認戦隊アキバレンジャー 第3話（BS朝日、2012年4月） - 中山弘樹 役
- 日曜劇場「下町ロケット」（TBS、2018年10月） - 内海達也 役
- ハラスメントゲーム (テレビ東京、2018年10月)   -ナスキーパートナーズ社員 役
- スタンドUPスタート(フジテレビ、2023年1月)   -三ツ星重工株式会社 社員 役
- 土曜ドラマ「新空港占拠」(日テレ、2024年1月27日)   -第３話ゲスト 秋月礼二 役
- 最寄りのユートピア（2024年9月25日、フジテレビ） - 宮崎 役[4]
- 仮面ライダーガヴ 第17話（テレビ朝日、2025年1月5日） - 劇場スタッフ 役
- イグナイト -法の無法者- 第8話（2025年6月6日、TBS） - 石田大輔 役[5]

### 携帯ドラマ
- 呪われた学校（魔法のIらんどTV、2008年12月）
- DEATH GAME PARK（Bee TV、2010年4月） - 山口雄大 役
- 女たちは二度遊ぶ（Bee TV、2010年4月）

### 舞台
- タンゴ・冬の終わりに（渋谷Bunkamuraシアターコクーン、演出：蜷川幸雄、2006年11月）
- 新宿ミッドナイトベイビー（2009年7月） - リュウノスケ 役
- TIMELESS3 ワンス アポンア タイム（2009年12月） - 高見茄射瑠 役
- リセット3・2・1（2010年2月） - トモ 役
- オレは本能寺にアリ?!（2010年3月） - 森蘭丸 役
- ディー・エヌ・エー360（2010年4月） - 三木浩之 役
- タンバリンプロデューサーズ「弱虫団」（下北沢Geki地下リバティー、2010年10月14日‐17日、）
- MOSH SHORT COLLECTION 03 Easy Rider（池袋・シアターグリーンBASETHEATER、2012年7月13日‐16日）
- 最初の晩餐（ニッポン放送IMAGINEスタジオ、演出：井坂聡、2012年11月）
- タンバリンプロデューサーズ公演「恋する、プライオリティシート」（吉祥寺シアター、2014年4月）
- EarthRise〜世界の始まりに君に会いにいく〜（六行会ホール、2014年10月）
- 舞台 鬼斬（新宿村LIVE、2014年12月） - スサノオ 役
- マジカルリバースワールド（新宿村LIVE、2015年3月）- ミクター 役
- Rebeat（千本桜ホール、2017年4月）- 主演
- 少女マンガのような恋がしたい（コフレリオ新宿シアター、2017年12月）
- 岡山子ども未来ミュージカル「さよなら、ハロルド！」（2018年3月） - ハロルド 役
- UDA☆MAP「紙風☆スクレイパー」（シアターKASSAI、2019年8月） - べーやん 役
- コントと音楽Vol.1 [振り返れない。] (横浜赤レンガ倉庫モーションブルーヨコハマ、演出：飯塚健、2019年12月)  - 市原 役
- リザンテラ（シアター711、演出：富田未来、2022年9月28日-10月2日）- 店長 役
- 飯塚健ジョイントショーケースvol.1「FUNNY BUNNY翻訳」（ザムザ阿佐谷、演出：飯塚健、2023年3月29日-4月2日）- 菊池広重 役

### 朗読
- 怪し会〜肆（2011年9月、密蔵院）[6]
- タンバリンプロデューサーズ「怪し会〜伍」（2012年8月23日‐26日、もっとい不動 密蔵院）
- タンバリンプロデューサーズ「怪し会〜陸」（2013年8月22日‐25日、もっとい不動 密蔵院）

### CM
- 朝日新聞（ラジオCM、2010年）
- 質庫ぜに屋本店　ロッカー篇 （主演：質に預けられたエレキギターを擬人化した役、2012年3月） 九州地方（特に長崎県）で放送
- Fujitsu My Cloudスペシャルフィルム （犬童一心監督作品、長男 役、2013年6月）
- 西酒造「宝山(育てる篇、感謝篇、試験農場篇）」（主演：若い杜氏役、2014年3月）
- サニクリーン 走る!お掃除マイスター篇 （前から2番目右側の社員役、2015年9月）
- NTT西日本 つながる教室篇（主演：学校教育課 山田泰彦役、2015年10月）
- コカ・コーラ ジョージア エメラルドマウンテンブレンド 至福の微糖 公園施設点検員篇（点検員役、2016年3月 - ） - 山田孝之と共演
- ホットペッパーグルメ「なんでポンタ？」（主演：居酒屋で注文する男役、2016年3月）
- 佐鳴予備校「笑顔編、真剣編」（主演：講師役、2016年11月）
- 三井住友海上あいおい生命「最高の保険なんてない」（主演：お客役、2022年3月- ）
- コクヨ「X-STADIUM クロス スタジアム 折りたたみ階段シート」（主演：男 役、2023年- ）
- カーメイト「ドライブレコーダー」（彼氏 役、2023年- ）
- セキスイハイム「2023おひさまハイムCM」（阿部寛主演、主人 役、2023年- ）
- Sky株式会社「チームで挑む」（藤原竜也主演、社員 役、2024年- ）

### オリジナルビデオ
- ROGUE（2018年） - 松井紀男 / エンジンブロス（声） 役